# Noa Kirel
Noa Kirel (em hebraico: נועה קירל; Ra'anana, 10 de abril de 2001) é uma cantora, rapper, dançarina, atriz e apresentadora de televisão israelita, cuja carreira artística começou em 2015 graças a sua participação em um reality show juvenil. Noa é uma das cantoras mais importantes da cena pop israelita. Noa Kirel ganhou o prémio de "Melhor Artista Israelita" no MTV Europe Music Awards de 2017, realizado no Wembley Arena em Londres, e onde foram premiados outros artistas internacionais como Dua Lipa, Camila Cabello ou Coldplay.

## Biografia
Noa Kirel nasceu e foi criada na cidade israelita de Raanana. Ela é filha de pais israelitas de origem austríaca e marroquina, Amir e Eilana. Seu irmão é o rapper Ofree Kirel. Noa ficou conhecida do público por ter participado com seu pai em uma realidade documental onde diferentes pais apoiaram seus filhos para realizar seus sonhos, no caso de Noa, de ser cantora.
Ela entrou no mundo da música quando, aos 13 anos, lançou seu single de estreia Medabrim , que foi um sucesso instantâneo. Alguns meses depois veio Killer, o segundo single, que gerou polêmica pela imagem que era muito provocativa e o conteúdo muito pressionado para um adolescente de 14 anos, tanto que foi objeto de debate no Parlamento israelita.
Em 2017 ingressou na Sagi Brightner no comando do programa musical Lipstar, que foi ao ar no canal infantil yes kidZ. No ano seguinte, ela participou da série de televisão Kfula , onde ela interpretou os papéis de ambos os protagonistas. Posteriormente, foi lançado um álbum com as canções da série, cantadas por Noa.
Devido à sua popularidade, Noa Kirel foi eleita Cantora do Ano de 2016 pelo público no prémio Arutz HaYeldim. Ela também recebeu uma indicação de Melhor Cantor Israelita no MTV Europe Music Awards 2016.
Em agosto de 2022, ela foi anunciada como a participante representante de Israel no Festival Eurovisão de 2023.